# Дроздово (Воронежская область)
Дроздово — хутор в Ольховатском районе Воронежской области России.
Административный центр Лисичанского сельского поселения.

## География
Хутор расположен в 8 километрах к северо-востоку от поселка Ольховатка.

### Улицы
- ул. Гагарина
- ул. Калинина
- ул. Ленина
- ул. Лесная
- ул. Памяти Героев
- ул. Садовая
- ул. Советская
- ул. Юбилейная

## История
В списке населенных мест 1887 года отмечена Дроздова овчарня, на которой был один жилой дом. Позднее здесь вырос хутор.
В сквере в центре хутора имеется памятник воинам, погибшим в годы Великой Отечественной войны, где в братской могиле захоронено 36 солдат и офицеров, погибших в ходе боев.

## Население
| 2010 |
| ---- |
| 482  |

## Инфраструктура
В Дроздово есть средняя школа, медпункт, торговая точка одна и та  работает через день по желанию владельца, есть почтовое отделение и отделение Сбербанка, работает Дом культуры.